# ماکاک آسامی
ماکاک آسامی (نام علمی: Macaca assamensis) نام یک گونه از سرده ماکاک است.